# Шамборан
Шамбора́н (фр. Chamborand) — коммуна во Франции, находится в регионе Лимузен департамента Крёз. Входит в состав кантона Ле-Гран-Бур, округ Гере.
Код INSEE коммуны — 23047.

## Население
Население коммуны на 2010 год составляло 232 человека.
| 1962 | 1968 | 1975 | 1982 | 1990 | 1999 | 2010 |
| ---- | ---- | ---- | ---- | ---- | ---- | ---- |
| 381  | 310  | 283  | 277  | 266  | 237  | 232  |

## Экономика
В 2010 году среди 138 человек трудоспособного возраста (15—64 лет) 98 были экономически активными, 40 — неактивными (показатель активности — 71,0 %, в 1999 году было 66,7 %). Из 98 активных жителей работали 88 человек (47 мужчин и 41 женщина), безработных было 10 (3 мужчин и 7 женщин). Среди 40 неактивных 7 человек были учениками или студентами, 22 — пенсионерами, 11 были неактивными по другим причинам.